# Passiflora sanctae-mariae
Passiflora sanctae-mariae är en passionsblomsväxtart som beskrevs av J.M. Macdougal. Passiflora sanctae-mariae ingår i släktet passionsblommor, och familjen passionsblomsväxter. Inga underarter finns listade i Catalogue of Life.